# Гра в чотири руки
«Гра в чотири руки» (оригінальна назва «Крадій-невдаха» (фр. Le Guignolo)) — франко-італійська кінокомедія 1980 року, знята режисера Жоржем Лотнером, з Жаном-Полем Бельмондо в головній ролі.

## Сюжет
Головний герой фільму — Александр Дюпре (Жан-Поль Бельмондо) — аферист, який тільки-но звільнився з тюрми і повертається до свого «бізнесу». Після невдалої «операції» у Франції, він простує на південь, у Венецію з метою «облагодити дільце» там. Але… мимо волі він виявляється втягнутим у «розбірки» спецслужб: випадково чи ні, але до його рук потрапляє секрет державного значення — тайник з мікроплівкою, яка містить рецепт суперпалива і якою прагнуть заволодіти уряди Франції і певної арабської держави. Агенти контррозвідки безжальні. Дюпре доводиться викручуватися між тими й іншими, аби вижити. А душа шахрая бажає ще й зірвати купу грошей навіть у таких умовах. Врешті, після неймовірних пригод, за мужність і винахідливість проявлені для збереження стратегічних інтересів Франції, Александр отримує з рук Президента Орден Почесного легіону і симпатичну кралю на додаток. А шпигуни залишаються пошитими в дурні.

## У ролях
- Жан-Поль Бельмондо — Александр Дюпре / віконт де Валомбрез
- Жорж Жере — Жозеф
- Мішель Галабрю — Ахілл Суреа
- Карла Романеллі — Джина
- Мірелла Д'Анджело — Софі Шаперон / Памела Іглтон-Джордж
- Паоло Боначеллі — Камаль
- Мішель Бон — Луї Фреше
- Шарль Жерар — Абдель Фахрад
- Фон Гретчен Шепард — Кароліна / Агент X22
- П'єр Верньє — Гельмут фон Офенбург
- Тоні Кендалл — Фредо
- Альдо Рендіне — Урбіно Альфонсі, детектив готелю
- Ренцо Маріньяно — ювелір
- Моріс Озель — турист
- Анрі Гібе — Макавоїне, сантехник
- Мішель Беррер — Оссейн
- Даніель Бретон — Яссе
- Філіпп Кастеллі — консьєрж
- Ам-Чо Луон — Осава, співробітник Тарамуші
- Тхан-Лон — Тарамуші
- Жан Луїзі — охоронник в'язниці
- Лілі Файоль — місіс Шварц
- Давид Габісон — начальник в'язниці
- Анн Годде — Ірен, дружина міністра
- Дона Лі Кеслер — синьйора Помпіні
- Жак Рамад — слуга
- Жан-Франсуа Кальве — міністр
- Енцо Гваріні — комісар поліції
- Рене Шато — фотограф в аеропорту

## Знімальна група
- Режисер — Жорж Лотнер
- Сценаристи — Мішель Одіар, Жан Ерман
- Оператор — Анрі Деке
- Композитор — Філіпп Сард
- Художники — Жан Андре, Лоренцо Баральді
- Продюсери — Ален Пуаре, Ренцо Росселліні